# Мужская сборная ЦАР по баскетболу 3×3
Мужская сборная Центральноафриканской Республики по баскетболу 3×3 представляет Центральноафриканскую Республику (ЦАР) на международных соревнованиях по баскетболу 3×3. Управляющим органом является Федерация баскетбола ЦАР (фр. Fédération Centrafricaine de Basketball).
По состоянию на 21 сентября 2024, мужская сборная ЦАР по баскетболу 3×3 занимает 112-е место в мировом рейтинге ФИБА мужских сборных по баскетболу 3×3.

## Результаты выступлений
| Турнир           | Золото | Серебро | Бронза | Всего |
| ---------------- | ------ | ------- | ------ | ----- |
| Африканские игры | —      | —       | —      | —     |
| Итого            | —      | —       | —      | —     |

### Африканские игры
| Год        | Место          | Игры           | Победы         | Поражения      | Состав команды |
| ---------- | -------------- | -------------- | -------------- | -------------- | --- |
| 2019       | не участвовали | не участвовали | не участвовали | не участвовали | не участвовали |
| Аккра 2023 | 7              | 4              | 2              | 2              | Emmanuel Amos Nganga Voungbo, Breezy Teddy Bemokolo, Omega Grâçe à Dieu Ngaifei Komesse, Yasser Billy Bertin Kamayengue Guembo |